# Ignacy Zakrzewski (fizyk)

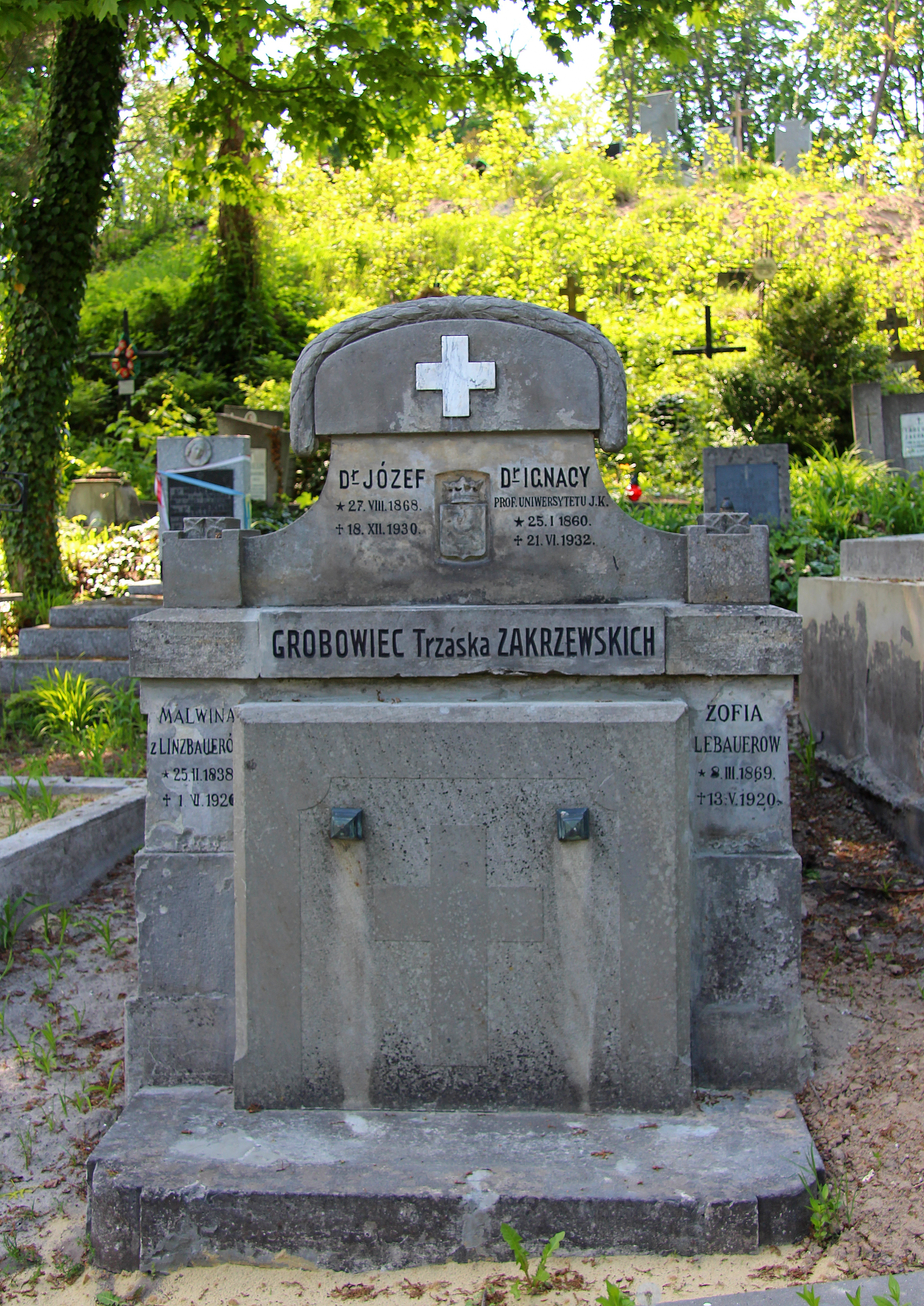
Grób Ignacego Zakrzewskiego

Ignacy Zakrzewski herbu Trzaska (ur. 1860 w Tarnopolu, zm. 22 czerwca 1932 we Lwowie) – polski fizyk, profesor Uniwersytetu Lwowskiego, encyklopedysta.

## Życiorys
Studia odbył we Lwowie. Od 1887 asystent prof. Zygmunta Wróblewskiego. Doktoryzował się w 1890 na podstawie pracy doświadczalnej u profesora Augusta Witkowskiego. Od 1892 profesor nadzwyczajny i kierownik katedry fizyki doświadczalnej we Lwowie w latach (1892-1918).
Zajmował się badaniem ciepła właściwego od temperatury, rozszerzalnością ciał stałych w zakresie niskich temperatur.
Był encyklopedystą oraz edytorem Encyklopedii zbiór wiadomości z wszystkich gałęzi wiedzy – polskiej encyklopedii wydanej w latach 1898–1907 przez społeczną organizację edukacyjną Macierz Polska, która działała w Galicji w okresie zaboru austriackiego. Opisał w niej zagadnienia z zakresu fizyki, astronomii, miar i wag .
Przed 1914 był prezesem zarządu głównego Towarzystwa Nauczycieli Szkół Wyższych. Redaktor polskiego czasopisma Przyrodników „Kosmos” .
31 grudnia 1923 został odznaczony Krzyżem Komandorskim Orderu Odrodzenia Polski.
Został pochowany na Cmentarzu Łyczakowskim we Lwowie.